# Rafael Perestrello
Rafael Perestrelo, o Perestrelo, fue un caballero fidalgo de la Casa Real y navegante portugués de después de la Era de los descubrimientos, que se distinguió entre 1514-1517 por haber sido el primer occidental —tras el explorador Jorge Álvares, que lo había hecho en mayo de 1513 en la isla de Lintin, en el estuario del río de las Perlas— en desembarcar y comerciar en la China continental, en Cantón. Rafael fue también comerciante y capitán de barco para los portugueses en Sumatra y Malaca y era primo segundo de Felipa Moniz Perestrello, la esposa del famoso descubridor Cristóbal Colón.
El historiador portugués João de Barros (1496-1570) escribió que Rafael Perestrelo casi se pierde mientras navegaba en las islas Andamán, pero que se aventuró con seguridad en un territorio que entonces se decía estaba habitado por nativos caníbales.

## Entorno familiar

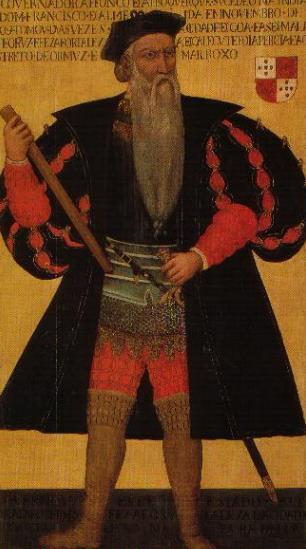
Afonso de Albuquerque, el virrey de la India Portuguesa que encargó la misión de Perestrello desde la Malaca portuguesa a la China de la dinastía Ming.

Filippo Perestrello (también conocido como Filippone Pallastrelli), hijo de Gabriel Palastrelli y su esposa Madama Bertolina, era un noble de la ciudad italiana de Piacenza que se mudó con su esposa Catarina Sforza a Portugal en 1385, viviendo en Oporto y luego en Lisboa, para comerciar. Filippo y Catarina tuvieron cuatro hijos: Richarte (a veces conocido como Rafael), Isabel (casada con Aires Anes de Beja), Branca (hija natural de Don Pedro de Noronha, cuarto arzobispo de Lisboa desde 1424 hasta 1452) y Bartolomeu, el último de los cuales se convertiría en suegro de Cristóbal Colón cuando este se casó con su hija Filipa. Richarte Perestrello (n. 1410) se convirtió en prior en la parroquia de Santa Marinha de Lisboa, siendo sin embargo padre de dos niños que legitimó en 1423.
João Lopes Perestrelo, servidor de toalla (servidor da toalha) de Juan II de Portugal y caballero de la Casa Real fue uno de esos hijos y luego padre de Rafael Perestrelo, que por tanto era nieto de Richarte y pariente de Bartolomeu, que por esta vía era primo segundo de Felipa Moniz, esposa del famoso Cristóbal Colón.

## Viajes a China
Rafael fue enviado en 1516 por Afonso de Albuquerque, el virrey de la India portuguesa, a fin de asegurar las relaciones comerciales con los chinos durante el reinado de Zhengde (r. 1505-21), gobernante de la dinastía Ming, y navegó en un junco malayo, desde la Malaca portuguesa hasta Cantón  en el sur de China. Fue admitido en el puerto por las autoridades chinas con el fin de negociar con los comerciantes de allí, pero no se le permitió seguir avanzando. Llevó de vuelta artículos rentables e informes muy positivos sobre el potencial comercial de China. En 1517, Rafael pilotó todavía una nueva misión comercial a Cantón.
De hecho, su informe sobre China fue una de las razones principales por las que Fernão Pires de Andrade, decidió en 1517 llevar a cabo su misión diplomática, encargo de Manuel I de Portugal (1495-1521), e ir la China de los Ming en lugar de a Bengala. Pires de Andrade, farmacéutico, comerciante y diplomático, iba acompañado por el boticario Tomé Pires. El comercio y las misiones diplomáticas iniciales fueron temporalmente arruinadas por ciertos rumores de que los portugueses canibalizaban a los niños chinos, además de por algunas acontecimientos reales de colonos portugueses que no respetaban las leyes chinas, cometiendo pillaje en aldeas chinas, y cautivando mujeres. Los chinos respondieron con la quema y captura de barcos portugueses, deteniendo prisioneros portugueses y ejecutando a algunos de los capturados. El ex-sultán Mahmud Shah de Malaca también había enviado a enviados diplomáticos a la dinastía Ming para buscar ayuda en la expulsión de los portugueses de Malaca. Aunque esto nunca se llevó a cabo, la misión del sultán convenció a la corte Ming para rechazar la embajada portuguesa de Andrade y Pires después de la muerte del emperador Zhengde en 1521.
A pesar de estas hostilidades iniciales, en 1537 ya se había restablecido en Macao un asentamiento portugués y en 1557 el gobierno chino les dio su autorización, mientras se llevaban a cabo desde 1549 misiones comerciales anuales portuguesas a la isla Shangchuan. Leonel de Sousa, segundo Gobernador de Macao, había suavizado las relaciones entre chinos y portugueses a principios de la década de 1550, después de un esfuerzo para eliminar los piratas portugueses en las costas de China.

## Capitán en Sumatra

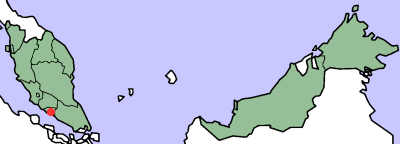
El punto rojo en el mapa representa la base central de la Malaca portuguesa.

Rafael sirvió como capitán a las órdenes de Jorge de Albuquerque, el primo menor de Alfonso, cuando era gobernador de Malaca y luchó en contra del islámico Reino de Pacem en Sumatra en 1514 con el fin de instalar un gobernante allí que fuera favorable a los intereses portugueses. Mientras la tripulación de Perestrello ayudaba en el asedio que Jorge de Albuquerque hacía de un fuerte con una gran empalizada defendido por aquellos moros de Sumatra, un calafate de las tropas de Rafael llamado Márquez fue, según el historiador João de Barros, el primer hombre en escalar las empalizadas durante la lucha. La batalla contra la bien defendida fortaleza y el gobernante de Pacem (a quien los portugueses llamaron sultán "Geinal") fue todo un éxito; Albuquerque vio la instalación del siguiente gobernante y las favorables demandas comerciales de precios bajos para la pimienta negra del sudeste asiático vendida a los portugueses. Durante el segunda viaje de Jorge de Albuquerque de guardia, derrotó a Mahmud Shah de Malaca en Bintan en 1524, obligando a éste a huir de nuevo, esta vez a la península de Malaca.